# Tamás Mónos
Tamás Mónos (ur. 3 stycznia 1968 w Simontornyi) – węgierski piłkarz grający na pozycji prawego obrońcy. Był reprezentantem Węgier.

## Kariera klubowa
Swoją karierę piłkarską Mónos rozpoczął w juniorach klubu Győri ETO FC (1982-1988). W 1988 roku przeszedł do Veszprémi SE i w sezonie 1988/1989 zadebiutował w jego barwach w pierwszej lidze węgierskiej. W zespole Veszprémi występował przez dwa sezony.
Latem 1990 Mónos przeszedł do belgijskiego klubu Germinal Ekeren. Swój debiut w nim w pierwszej lidze belgijskiej zaliczył 16 września 1990 w zremisowanym 2:2 domowym meczu z RFC Liège. Piłkarzem Germinalu był przez rok.
Latem 1991 Mónos został zawodnikiem RFC Liège. Swój debiut w nim zanotował 17 sierpnia 1991 w zremisowanym 0:0 domowym spotkaniu z Cercle Brugge. W RFC występował przez dwa lata.
W 1993 roku Mónos wrócił na Węgry i został piłkarzem Vasasu. Zawodnikiem Vasasu był do końca sezonu 2000/2001. W sezonie 2001/2002 grał w MTK Budapest FC. Z kolei w sezonie 2002/2003 był graczem drugoligowego BKV Előre SC, w którym zakończył karierę.
| Sezon   | Klub            | Kraj   | Rozgrywki     | Mecze | Gole |
| ------- | --------------- | ------ | ------------- | ----- | ---- |
| 1988/89 | Veszprémi SE    | Węgry  | NB I          | 8     | 0    |
| 1989/90 | Veszprémi SE    | Węgry  | NB I          | 30    | 1    |
| 1990/91 | Germinal Ekeren | Belgia | Eerste klasse | 21    | 0    |
| 1991/92 | RFC Liège       | Belgia | Eerste klasse | 29    | 2    |
| 1992/93 | RFC Liège       | Belgia | Eerste klasse | 9     | 0    |
| 1993/94 | Vasas FC        | Węgry  | NB I          | 30    | 2    |
| 1994/95 | Vasas FC        | Węgry  | NB I          | 26    | 1    |
| 1995/96 | Vasas FC        | Węgry  | NB I          | 30    | 1    |
| 1996/97 | Vasas FC        | Węgry  | NB I          | 20    | 2    |
| 1997/98 | Vasas FC        | Węgry  | NB I          | 32    | 3    |
| 1998/99 | Vasas FC        | Węgry  | NB I          | 33    | 1    |
| 1999/00 | Vasas FC        | Węgry  | NB I          | 22    | 0    |
| 2000/01 | Vasas FC        | Węgry  | NB I          | 23    | 0    |
| 2001/02 | MTK Budapest FC | Węgry  | NB I          | 23    | 0    |
| 2002/03 | BKV Előre SC    | Węgry  | NB II         | 8     | 0    |

## Kariera reprezentacyjna
W reprezentacji Węgier Mónos zadebiutował 20 marca 1990 w wygranym 2:0 towarzyskim meczu ze Stanami Zjednoczonymi, rozegranym w Budapeszcie. W swojej karierze grał w eliminacjach do Euro 92 i do Euro 96. Od 1990 do 1995 roku rozegrał w kadrze narodowej 21 meczów.